# Federico Barón
Federico Guevara Barón (Buenos Aires, 20 de junio de 1989) más conocido como Federico Barón es un actor argentino de televisión y teatro. Es el hermano menor de la actriz, cantante y compositora Jimena Barón.

## Carrera
Federico Barón comenzó su carrera como actor a finales de 1999 de la mano de Cris Morena en la telenovela argentina Chiquititas junto a Felipe Colombo, Benjamín Rojas, Camila Bordonaba y Luisana Lopilato entre otros; su personaje era el de Federico Martínez. También participó de las temporadas de teatro de Chiquititas en 2000 y 2001. En el mismo 2001 actuó en la película Chiquititas: Rincón de luz, repitiendo su rol como Federico Martínez. 
Después hizo una participación en 2002 en la telenovela Kachorra (protagonizada por Natalia Oreiro y Pablo Rago) como Lautaro Moravia. En 2010 actuó en la telenovela Sueña conmigo, como Rafael Molina, el primo de Clara y el profesor de música del colegio Las Colinas.

## Filmografía

### Cine
| Año  | Título                     | Papel             | Notas |
| ---- | -------------------------- | ----------------- | ----- |
| 2001 | Chiquititas, rincón de luz | Federico Martínez |       |
| 2023 | Los bastardos              | Juan              |       |
| 2025 | Esa semana juntos          | Juan              |       |

### Televisión
| Año       | Título                    | Papel              | Notas                     |
| --------- | ------------------------- | ------------------ | ------------------------- |
| 1999-2001 | Chiquititas               | Federico Martínez  |                           |
| 2002      | Kachorra                  | Lautaro Moravia    |                           |
| 2008      | Mujeres de nadie          | Diego Porta (hijo) |                           |
| 2008      | Socias                    | Estudiante         | Episodio: «Etiquetas.com» |
| 2010      | Sueña conmigo             | Rafael Molina      |                           |
| 2013      | Los Grimaldi              | Augusto Arriaga    |                           |
| 2013      | Somos familia             | Augusto Galarza    |                           |
| 2017      | Un gallo para Esculapio   | Damián D'Osorio    |                           |
| 2018      | Millennials               | Martín Demarco     |                           |
| 2019      | Kally's Mashup            | Entrenador         |                           |
| 2023      | El hotel de los famosos   | Participante       | 7.mo eliminado            |
| 2024      | Coppola, el representante | Daniel Scioli      |                           |

## Teatro
| Año       | Título                  | Papel             | Lugar                                     |
| --------- | ----------------------- | ----------------- | ----------------------------------------- |
| 1999-2001 | Chiquititas             | Federico Martínez | Teatro Gran Rex                           |
| 2014      | Bien de familia         | Guido             | Teatro Piccolino                          |
| 2014      | Happy Brownies          | Ramiro            | El Método Kairós                          |
| 2016-2017 | La madre que los parió  | Bruce             | Teatro El Cubo / Teatro Metropolitan Sura |
| 2018      | Paranoia                | Hombre paranoico  | Microteatro                               |
| 2018      | Salvajes                | Bruce             | Teatro Metropolitan Sura                  |
| 2018      | El rey Lear             | Duque             | Centro Cultural de la Cooperación         |
| 2019      | Hotel neurotik          | Botones           | Centro Cultural General San Martín        |
| 2019      | Adixxxtos               | Adicto            | Microteatro                               |
| 2019      | Casada con la vida      | Expareja          | Teatro Buenos Aires / Teatro La Nonna     |
| 2020      | Escuela de reidores     | Alumno            | Microteatro                               |
| 2021-2022 | Trepadores              | Tomba             | Teatro Buenos Aires                       |
| 2022      | Quién se queda con mamá | Gabriel           | Teatro Border                             |
| 2022      | Me quiero morir         | Rehén             | Microteatro                               |
| 2024      | Convivencia obligada    | Eloy              | Teatro Multiescena                        |
| 2024      | Stand up con Fede Barón | Él mismo          | Teatro Multiescena                        |
| 2024-2025 | Felices los cuatro      | Fabio             | Teatro Victoria                           |